# Viktor Meglič
Viktor Hrvatin Meglič, slovenski gledališki igralec in režiser, * 1982, Maribor.

## Šolanje
Obiskoval je Tretjo gimnazijo Maribor, nato se je vpisal na študij dramske igre na AGRFT pri mentorjih Jožici Avbelj, Dušanu Mlakarju, Branku Šturbeju in Borisu Cavazzi, ki ga je končal leta 2005. Diplomiral je leta 2007. Debitiral je z vlogo Paše v Dragi Eleni Sergejevni v režiji Edvina Liverića (Škuc, Gledališče Glej, 2004). Po študiju je postal član igralske zasedbe Drama SNG Maribor.

## Prestave
- Angel (samostojni buto projekt v okviru šolanja na AGRFT, 2005)
- Ojdipus/Celica organizma (Kiberpipa, 2005, koreografija Daša Lakner, Viktor Meglič)
- Buto predstava Tanje Zgonc Koan Kenšo (Plesni teater Ljubljana, 2005)
- Naslovna vloga (Evripidov Orest nemškega režiserja H. Heymeja, SNG Maribor)
- Johann, Pintarič, Rommel, Injured Person (In ljubezen tudi, SNG Maribor)
- Rustik, prefekt, Slovan zvest Bizancu, Irenin stric (Pod svobodnim soncem, SNG Maribor)
- Amadeus (Amadeus by Baron Gottfried van Swieten, SNG Maribor)
- Lobo, his left-hand man, Worker (The red Hoodie, SNG Maribor)
- Gusti (Kako sta Bibi in Gusti sipala srečo, SNG Maribor)
- Konrad (Dogodek v mestu Gogi, SNG Maribor)
- Gaston Schmalz (Frank V., SNG Maribor)
- Clotado (Life is a Dream, SNG Maribor)
- Medejin otrok (Medelja, SNG Maribor)
- Štefan Brašnar, sosedov sin (Sosedov sin, SNG Maribor)
- Vojak, Govorec, Žan, Član (Mostovi in bogovi, SNG Maribor)
- Sosed, Učitelj, Urban, Elvisov sošolec, Kris, Elvisov sošolec (elvis Škorc, genialni štor, SNG Maribor)

## Režija
- Recital (Lutkovno gledališče Ljubljana, 2005)
- Koridor, prezrta kot poezija na cesti (Ana Desetnica, 2005)
- Slava klavora Spomenik (Pekarna magdalenske mreže Maribor, 2022)
- Zabava za rojstni dan (Dom kulture Lenart, 2023)
- Mišelovka (Dom kulture Lenart, 2024)
- Viktor ali Otroci na oblasti (Teater magdalena, 2024)
- Rent (English student theatre, 2025)

Sodeluje pa tudi pri bralnih uprizoritvah PreGlej (gledališče Glej). Sodeluje tudi z drugimi gledališči v klasičnih, mladinskih, otroških, alternativnih, avtorskih, gibalnih in plesnih projektih. Kot predavatelj deluje v gledališki šoli Moment. 

## Nagrade
- Borštnikova nagrada na 52. srečanju 2017 v umetniškemu kolektivu uprizoritve Ljudožerci (SNG Maribor)
- Zlatolaska za vlogo Turia v uprizoritvi Dva gospoda iz Verone (AGRFT, 2005)
- Nagrada za najboljšo predstavo za Koridor, prezrta kot poezija na cesti (Ana Desetnica, 2005)